# Isabel I de Bohemia
Isabel de Bohemia (en checo: Eliška Přemyslovna) (20 de enero de 1292-28 de septiembre de 1330) fue una princesa de la dinastía Bohemia Premislidas que se convirtió en reina consorte de Bohemia como la primera esposa del Rey Juan el Ciego. Fue la madre del rey de Bohemia y emperador del Sacro Imperio Romano Germánico santo Carlos IV.

## Primeros años de vida
Era hija de Wenceslao II de Bohemia y Judith de Habsburgo. Su madre murió cuando Isabel tenía cinco años, y de los diez hijos sólo cuatro de ellos vivieron hasta la edad adulta: Wenceslao, Ana, Isabel y Margarita. Isabel y sus hermanos también tenían una media hermana llamada Inés. Seis años después de la muerte de su madre, su padre volvió a casarse, con una princesa polaca Isabel Richeza, de la dinastía Piastas. El padre de Isabel se coronó rey de Polonia.
Importantes acontecimientos ocurrieron durante la juventud de Isabel, desde un fuego devastador en el Castillo de Praga en 1303, la muerte de su padre, hasta el asesinato de su hermano Wenceslao. Isabel se quedó huérfana a los trece años y vivió con su hermana Ana. Su otra hermana, Margarita, se casó a la edad de siete años con Boleslao III el Generoso, después de que él llegara a la corte de Bohemia con su madre, Isabel de la Gran Polonia.
Isabel fue a vivir con su tía Cunegunda a un convento cerca del Castillo de Praga. Sin madre, Isabel fue fuertemente influenciada por su tía. Su cuñada, Viola de Teschen y su madrastra, Isabel Richeza, fueron a vivir con Ana e Isabel hasta que la relación entre las hermanas se deterioró.

## Lucha por el trono
En 1306, después del asesinato del hermano de Isabel, Wenceslao, el cuñado de Isabel, Enrique se convirtió en rey de Bohemia. Isabel era ahora la única princesa soltera en la familia, ya los catorce años se le consideraba una buena edad para casarse, y como resultado jugó un papel importante en la lucha de poder por el Reino de Bohemia.
Las luchas por el trono bohemio entre Enrique de Bohemia y Rodolfo de Habsburgo dieron como resultado que Rodolfo tomara a Bohemia y se casara con la reina Isabel Richeza. Isabel fue a vivir al Castillo de Praga con la viuda de su hermano, Viola. Sin embargo, a la muerte de Rodolfo en 1307 la corona volvió a su cuñado y hermana, que quería que Isabel se casara con el señor de Bergova (Otto de Löbdaburg) por razones políticas. Isabel se negó a casarse con Otto de modo que Isabel y Ana se separaran la una de la otra.
Se formó un grupo de oposición contra Enirque y Ana, con Isabel como la cabeza visible.

### Matrimonio con Juan de Luxemburgo

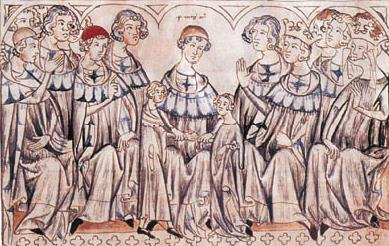
Boda de Juan de Luxemburgo e Isabel en Espira en 1310.

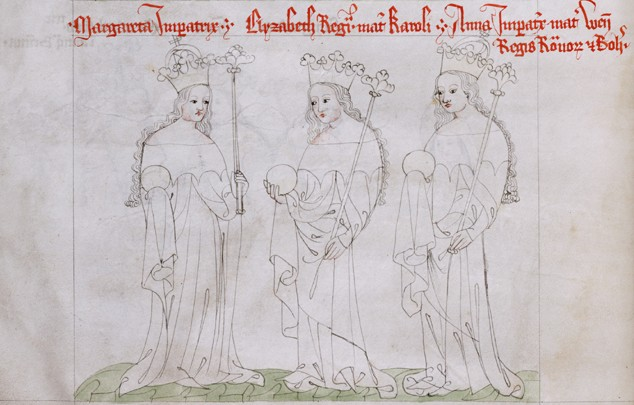
Isabel (centro) con su suegra Margarita (izquierda) y su nuera Ana (derecha).

Isabel se casó con el hijo de Enrique VII, emperador del Sacro Imperio romano Germánico, Juan de Luxemburgo. Ella sabía de las debilidades de Ana y Enrique y este matrimonio era uno de ellos. La boda tuvo lugar en septiembre de 1310, después de que Juan se vio obligado a invadir Bohemia. Enrique y Ana huyeron a Carintia donde Ana murió en 1313. La coronación de Juan e Isabel tuvo lugar el 7 de febrero de 1311.
El matrimonio fue inicialmente un desastre, ya que Isabel tenía que dar a luz a un hijo para impedir la herencia fuera para los descendientes de sus hermanas, Margarita e Inés, pero no tuvo un hijo hasta seis años después de la boda, cuando dio a luz a al futuro Carlos IV, emperador del Sacro Imperio Romano Germánico.
El matrimonio mejoró durante un tiempo mientras la sucesión estaba asegurada con la llegada del hijo heredero, pero un tiempo después Isabel se puso celosa de Juan, que le escuchaba, pero cuyas opiniones políticas diferían de las suyas. En 1319 se descubrió una supuesta trama para destituir a Juan y reemplazarlo con su hijo mayor Carlos. Juan castigó a los culpables.
Juan decidió evitar que su esposa interfiriera en la educación de sus hijos, y le quitó la custodia de los tres hijos mayores: Margarita, Bona y Carlos. La reina Isabel vivió entonces en el castillo de Mělník y el joven Carlos fue encarcelado por su propio padre, antes de ser enviado a Francia en 1323. Nunca volvió a ver a su madre.

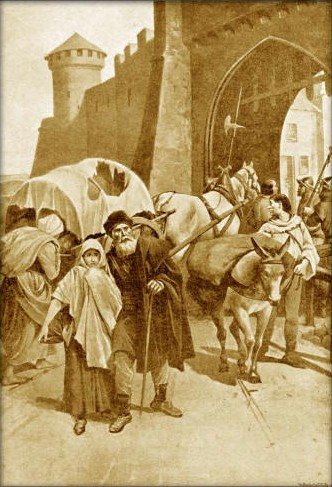
Isabel huye de Praga disfrazada.

Isabel y Juan fueron padres de siete hijos:
- Margarita (8 de julio de 1313 – 11 de julio de 1341, Praga), se casó en Straubing el 12 de agosto de 1328 con Enrique XIV de Baviera.
- Bona (21 de mayo de 1315 – 11 de septiembre de 1349, en la Abadía de Maubuisson, Saint-Ouen-l'Aumône), se casó en Melun el 6 de agosto de 1332 con el rey Juan II de Francia.
- Carlos IV (14 de mayo de 1316 – 29 de noviembre de 1378), rey de Bohemia  y Emperador del Sacro Imperio Romano Germánico.
- Přemysl Otakar ("Otto") (22 de noviembre de 1318 – 20 de abril de 1320), príncipe de Bohemia.
- Juan Enrique (12 de febrero de 1322, Mělník – 12 de noviembre de 1375), Margrave de Moravia.
- Ana (1323 – 3 de septiembre de 1338), gemela de Isabel, se casó el 16 de febrero de 1335 con Otto, duque de Austria.
- Isabel (1323 -1324), gemela de Ana.

## Últimos años

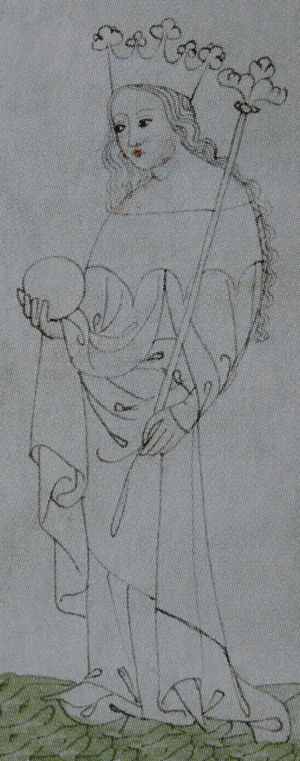
Isabel de Bohemia

En total aislamiento y abandonada por todos, Isabel salió de Bohemia y fue a vivir al exilio en Baviera. Sus acciones fueron consideradas un acto de abierta hostilidad hacia Juan y sus nobles. En el exilio Isabel dio a luz a sus últimos hijos, las gemelas Ana e Isabel. Juan no apoyó a Isabel durante su exilio. Ella volvió a Bohemia en 1325, con su hija Ana, Isabel había muerto algunos meses antes. Cuando regresó estaba enferma, pero vivió cinco años más. Sus últimos años fueron difíciles dado su falta de finanzas, lo que la hizo incapaz de mantener un tribunal.  Finalmente murió de tuberculosis en 1330, a la edad de treinta y ocho años.

## Ancestros
|  |                                           |  |  |  |  |  |  |  |  |  |  |  |  |  |  |  |
|  | 16. Otakar I de Bohemia                   |  |  |  |  |  |  |  |  |  |  |  |  |  |  |  |
|  |                                           |  |  |  |  |  |  |  |  |  |  |  |  |  |  |  |
|  |                                           |  |  |  |  |  |  |  |  |  |  |  |  |  |  |  |
|  | 8. Wenceslao I de Bohemia                 |  |  |  |  |  |  |  |  |  |  |  |  |  |  |  |
|  |                                           |  |  |  |  |  |  |  |  |  |  |  |  |  |  |  |
|  |                                           |  |  |  |  |  |  |  |  |  |  |  |  |  |  |  |
|  | 17. Constanza de Hungría                  |  |  |  |  |  |  |  |  |  |  |  |  |  |  |  |
|  |                                           |  |  |  |  |  |  |  |  |  |  |  |  |  |  |  |
|  |                                           |  |  |  |  |  |  |  |  |  |  |  |  |  |  |  |
|  | 4. Otakar II de Bohemia                   |  |  |  |  |  |  |  |  |  |  |  |  |  |  |  |
|  |                                           |  |  |  |  |  |  |  |  |  |  |  |  |  |  |  |
|  |                                           |  |  |  |  |  |  |  |  |  |  |  |  |  |  |  |
|  | 18. Felipe de Suabia                      |  |  |  |  |  |  |  |  |  |  |  |  |  |  |  |
|  |                                           |  |  |  |  |  |  |  |  |  |  |  |  |  |  |  |
|  |                                           |  |  |  |  |  |  |  |  |  |  |  |  |  |  |  |
|  | 9. Cunegunda de Suabia                    |  |  |  |  |  |  |  |  |  |  |  |  |  |  |  |
|  |                                           |  |  |  |  |  |  |  |  |  |  |  |  |  |  |  |
|  |                                           |  |  |  |  |  |  |  |  |  |  |  |  |  |  |  |
|  | 19. Irene Ángelo                          |  |  |  |  |  |  |  |  |  |  |  |  |  |  |  |
|  |                                           |  |  |  |  |  |  |  |  |  |  |  |  |  |  |  |
|  |                                           |  |  |  |  |  |  |  |  |  |  |  |  |  |  |  |
|  | 2. Wenceslao II de Bohemia                |  |  |  |  |  |  |  |  |  |  |  |  |  |  |  |
|  |                                           |  |  |  |  |  |  |  |  |  |  |  |  |  |  |  |
|  |                                           |  |  |  |  |  |  |  |  |  |  |  |  |  |  |  |
|  | 20. Miguel de Chernígov                   |  |  |  |  |  |  |  |  |  |  |  |  |  |  |  |
|  |                                           |  |  |  |  |  |  |  |  |  |  |  |  |  |  |  |
|  |                                           |  |  |  |  |  |  |  |  |  |  |  |  |  |  |  |
|  | 10. Rostislav Mijaílovich                 |  |  |  |  |  |  |  |  |  |  |  |  |  |  |  |
|  |                                           |  |  |  |  |  |  |  |  |  |  |  |  |  |  |  |
|  |                                           |  |  |  |  |  |  |  |  |  |  |  |  |  |  |  |
|  | 21. Elena/María Romanovna de Halych       |  |  |  |  |  |  |  |  |  |  |  |  |  |  |  |
|  |                                           |  |  |  |  |  |  |  |  |  |  |  |  |  |  |  |
|  |                                           |  |  |  |  |  |  |  |  |  |  |  |  |  |  |  |
|  | 5. Cunegunda de Eslavonia                 |  |  |  |  |  |  |  |  |  |  |  |  |  |  |  |
|  |                                           |  |  |  |  |  |  |  |  |  |  |  |  |  |  |  |
|  |                                           |  |  |  |  |  |  |  |  |  |  |  |  |  |  |  |
|  | 22. Béla IV de Hungría                    |  |  |  |  |  |  |  |  |  |  |  |  |  |  |  |
|  |                                           |  |  |  |  |  |  |  |  |  |  |  |  |  |  |  |
|  |                                           |  |  |  |  |  |  |  |  |  |  |  |  |  |  |  |
|  | 11. Ana de Hungría                        |  |  |  |  |  |  |  |  |  |  |  |  |  |  |  |
|  |                                           |  |  |  |  |  |  |  |  |  |  |  |  |  |  |  |
|  |                                           |  |  |  |  |  |  |  |  |  |  |  |  |  |  |  |
|  | 23. María Láscarina                       |  |  |  |  |  |  |  |  |  |  |  |  |  |  |  |
|  |                                           |  |  |  |  |  |  |  |  |  |  |  |  |  |  |  |
|  |                                           |  |  |  |  |  |  |  |  |  |  |  |  |  |  |  |
|  | 1. Isabel de Bohemia                      |  |  |  |  |  |  |  |  |  |  |  |  |  |  |  |
|  |                                           |  |  |  |  |  |  |  |  |  |  |  |  |  |  |  |
|  |                                           |  |  |  |  |  |  |  |  |  |  |  |  |  |  |  |
|  | 24. Rodolfo II (conde de Habsburgo)       |  |  |  |  |  |  |  |  |  |  |  |  |  |  |  |
|  |                                           |  |  |  |  |  |  |  |  |  |  |  |  |  |  |  |
|  |                                           |  |  |  |  |  |  |  |  |  |  |  |  |  |  |  |
|  | 12. Alberto IV, conde de Habsburgo        |  |  |  |  |  |  |  |  |  |  |  |  |  |  |  |
|  |                                           |  |  |  |  |  |  |  |  |  |  |  |  |  |  |  |
|  |                                           |  |  |  |  |  |  |  |  |  |  |  |  |  |  |  |
|  | 25. Inés de Staufen                       |  |  |  |  |  |  |  |  |  |  |  |  |  |  |  |
|  |                                           |  |  |  |  |  |  |  |  |  |  |  |  |  |  |  |
|  |                                           |  |  |  |  |  |  |  |  |  |  |  |  |  |  |  |
|  | 6. Rodolfo I de Habsburgo                 |  |  |  |  |  |  |  |  |  |  |  |  |  |  |  |
|  |                                           |  |  |  |  |  |  |  |  |  |  |  |  |  |  |  |
|  |                                           |  |  |  |  |  |  |  |  |  |  |  |  |  |  |  |
|  | 26. Ulrich de Kiburg                      |  |  |  |  |  |  |  |  |  |  |  |  |  |  |  |
|  |                                           |  |  |  |  |  |  |  |  |  |  |  |  |  |  |  |
|  |                                           |  |  |  |  |  |  |  |  |  |  |  |  |  |  |  |
|  | 13. Heilwig de Kiburg                     |  |  |  |  |  |  |  |  |  |  |  |  |  |  |  |
|  |                                           |  |  |  |  |  |  |  |  |  |  |  |  |  |  |  |
|  |                                           |  |  |  |  |  |  |  |  |  |  |  |  |  |  |  |
|  | 27. Ana de Zähringen                      |  |  |  |  |  |  |  |  |  |  |  |  |  |  |  |
|  |                                           |  |  |  |  |  |  |  |  |  |  |  |  |  |  |  |
|  |                                           |  |  |  |  |  |  |  |  |  |  |  |  |  |  |  |
|  | 3. Judith de Habsburg                     |  |  |  |  |  |  |  |  |  |  |  |  |  |  |  |
|  |                                           |  |  |  |  |  |  |  |  |  |  |  |  |  |  |  |
|  |                                           |  |  |  |  |  |  |  |  |  |  |  |  |  |  |  |
|  | 28. Burckhard IV, conde de Hohenberg      |  |  |  |  |  |  |  |  |  |  |  |  |  |  |  |
|  |                                           |  |  |  |  |  |  |  |  |  |  |  |  |  |  |  |
|  |                                           |  |  |  |  |  |  |  |  |  |  |  |  |  |  |  |
|  | 14. Burckhard V, conde de Hohenberg       |  |  |  |  |  |  |  |  |  |  |  |  |  |  |  |
|  |                                           |  |  |  |  |  |  |  |  |  |  |  |  |  |  |  |
|  |                                           |  |  |  |  |  |  |  |  |  |  |  |  |  |  |  |
|  | 7. Gertrudis de Hohenberg                 |  |  |  |  |  |  |  |  |  |  |  |  |  |  |  |
|  |                                           |  |  |  |  |  |  |  |  |  |  |  |  |  |  |  |
|  |                                           |  |  |  |  |  |  |  |  |  |  |  |  |  |  |  |
|  | 30. Rodolfo II, conde palatino de Tubinga |  |  |  |  |  |  |  |  |  |  |  |  |  |  |  |
|  |                                           |  |  |  |  |  |  |  |  |  |  |  |  |  |  |  |
|  |                                           |  |  |  |  |  |  |  |  |  |  |  |  |  |  |  |
|  | 15. Mechtild de Tubiga                    |  |  |  |  |  |  |  |  |  |  |  |  |  |  |  |
|  |                                           |  |  |  |  |  |  |  |  |  |  |  |  |  |  |  |
|  |                                           |  |  |  |  |  |  |  |  |  |  |  |  |  |  |  |

| Predecesor: Ana de Bohemia | Dinastía Premislidas Reina consorte de Bohemia 1310-1330 | Sucesor: Beatriz de Borbón |

- Datos: Q254322
- Multimedia: Elisabeth of Bohemia / Q254322